# Лавовый колодец
Лавовый колодец — углубление небольшого размера цилиндрической формы на дне кратеров вулкана и на склонах щитовидных вулканов, имеющие плоское дно из сплошной твёрдой или жидкой (лавовое озеро) лавы.

## Описание
Цилиндрический провал, образующийся на дне кратера, на склонах щитовидных вулканов и на некоторых базальтовых вулканических покровах.
По-видимому соответствует боккам в кратерах стратовулканов.

## Распространение
Наблюдается в кратерах:
- Толбачик
- Килауэа — Кратер Халемаумау
- Мауна-Лоа
- некоторых вулканах в Африке